# (756) Lilliana
(756) Lilliana es un asteroide perteneciente al cinturón de asteroides descubierto el 26 de abril de 1908 por Joel Hastings Metcalf desde el observatorio de Taunton, Estados Unidos.

## Designación y nombre
Lilliana recibió al principio la designación de 1908 DC.
Posteriormente, se nombró en honor de una de las hijas de Harlow Shapley.

## Características orbitales
Lilliana orbita a una distancia media del Sol de 3,195 ua, pudiendo acercarse hasta 2,721 ua. Tiene una excentricidad de 0,1483 y una inclinación orbital de 20,35°. Emplea en completar una órbita alrededor del Sol 2086 días.